# سیارک ۲۴۰۲۸
سیارک ۲۴۰۲۸ (به انگلیسی: 24028 Veronicaduys، نامگذاری:1999RP182) بیست و چهار هزار و بیست و هشتمین سیارک کشف شده‌است که در ۹ سپتامبر ۱۹۹۹ کشف شد.
قدر مطلق سیارک برابر ۱۲.۳ است.